# Bulhary
Obec Bulhary (do roku 1949 Pulgary, německy Pulgram) se nachází cca 8 km východně od Mikulova. Vlastní osada byla založena někdy ve 12. století německými kolonisty, první písemná zpráva pochází z roku 1244 kdy patřila k panství Lednice. V okolí obce se nachází významné archeologické naleziště lovců mamutů. Žije zde 716 obyvatel, PSČ je 691 89. Jedná se o vinařskou obec v Mikulovské vinařské podoblasti (viniční tratě Nad sklepy, Doubrava, Na pískách, Panské, Podlesí, Zahrady).

## Název
Jméno vesnice bylo přeneseno ze jména hornorakouské vsi Pulgarn, odkud přišli její první obyvatelé. Od 17. století se v němčině užíval tvar Pulgram vzniklý hláskovým přesmykem. Do češtiny bylo jméno zprvu přejato jako Pulgaři (první doklad 1576) a Pulgary (v 19. století i Pulgarov). Teprve po druhé světové válce bylo jméno změněno (hláskovou obměnou) na Bulhary.

## Historie
První písemná zpráva pochází z roku 1244 kdy patřila k panství Lednice.

## Obyvatelstvo

### Struktura
Vývoj počtu obyvatel za celou obec i za jeho jednotlivé části uvádí tabulka níže, ve které se zobrazuje i příslušnost jednotlivých částí k obci či následné odtržení.
| Místní části   | Místní části | 1869 | 1880 | 1890 | 1900 | 1910 | 1921 | 1930 | 1950 | 1961 | 1970 | 1980 | 1991 | 2001 | 2011 |
| -------------- | ------------ | ---- | ---- | ---- | ---- | ---- | ---- | ---- | ---- | ---- | ---- | ---- | ---- | ---- | ---- |
| Počet obyvatel | část Bulhary | 906  | 1044 | 1008 | 1097 | 1109 | 1124 | 1144 | 708  | 838  | 816  | 832  | 776  | 813  | 769  |
| Počet domů     | část Bulhary | 148  | 164  | 189  | 208  | 233  | 247  | 288  | 234  | 194  | 191  | 213  | 241  | 245  | 257  |

## Pamětihodnosti
- Původně pozdně gotický kostel sv. Jiljí z roku 1582 byl barokně upraven v roce 1769 podle plánů K. J. Hromádky. Barokní interiér s obrazem M. Kremserschmidta.
- Pozdně barokní vstupní brána hřbitova z konce 18. století a ze stejné doby zachovaná márnice ve tvaru vinařského sklepa.
- Milovický les – v okolí obce se rozkládá rozsáhlý lesní komplex s největší plochou teplomilných šípákových doubrav na Moravě se dvěma oborami (obora Klentnice – 400 ha, obora Bulhary – 1100 ha) pro chov trofejní jelení, daňčí a mufloní zvěře.
- v blízkosti obce se nachází kontroverzní vodní dílo Nové Mlýny
- asi 1 km jihovýchodně od obce se v lese na ostrožně obtékané rameny Dyje nachází Nejdecké hradiště – staroslovanské hradiště z 8.–10. století. V šíji jsou zachovány trojité valy.

## Partnerské obce
- Bodza, Slovensko

## Galerie

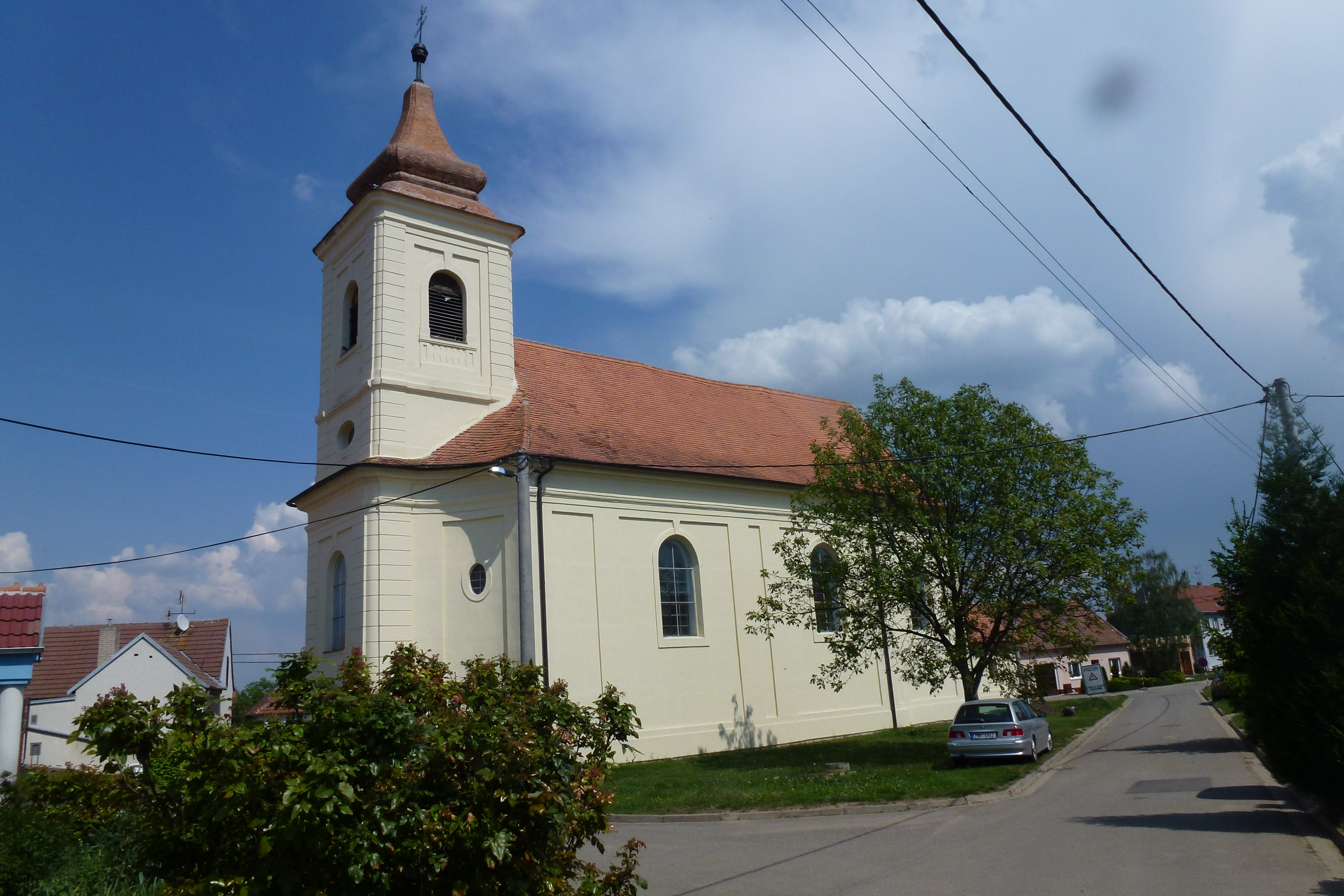
Kostel svatého Jiljí
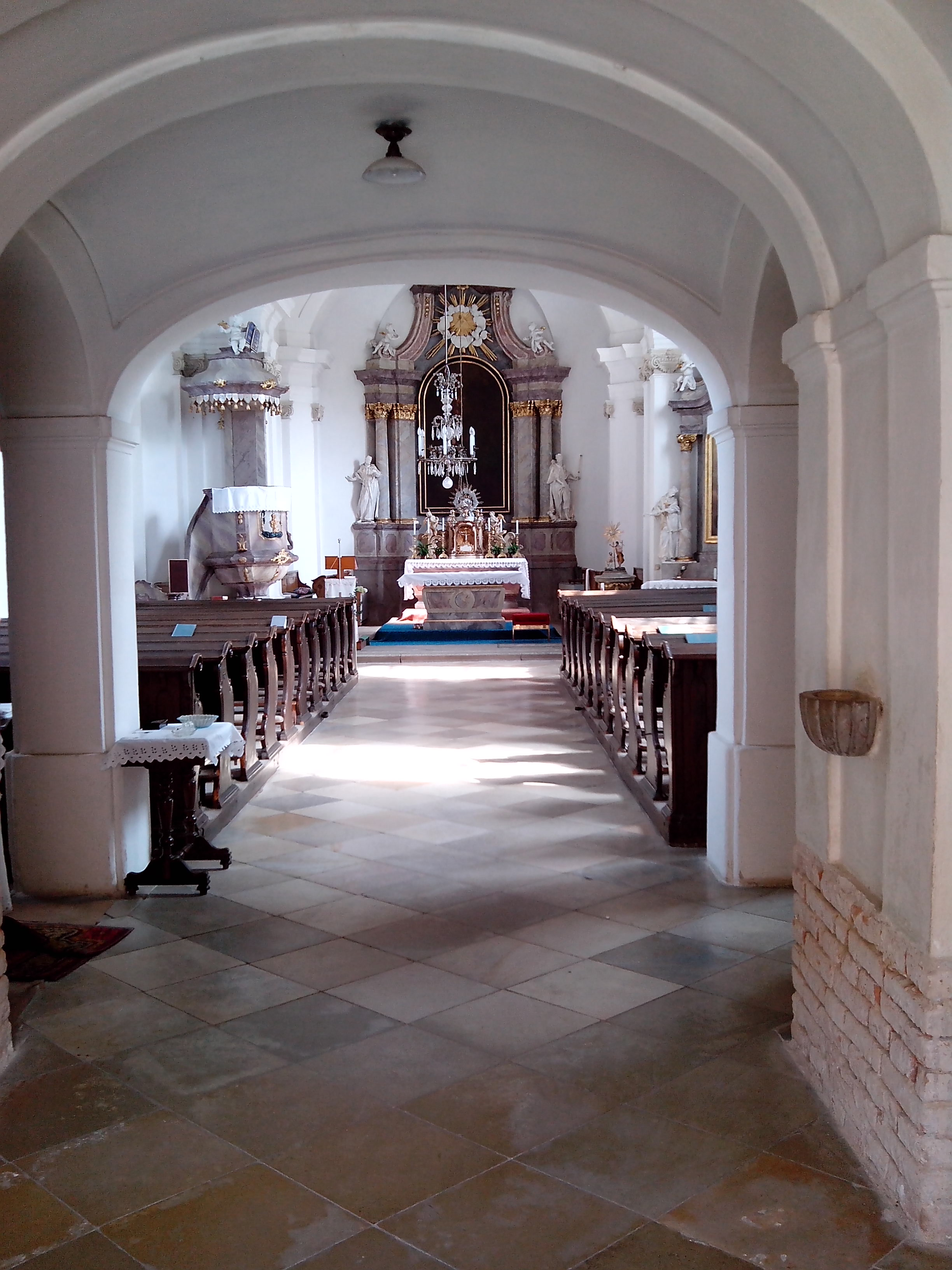
Interiér kostela
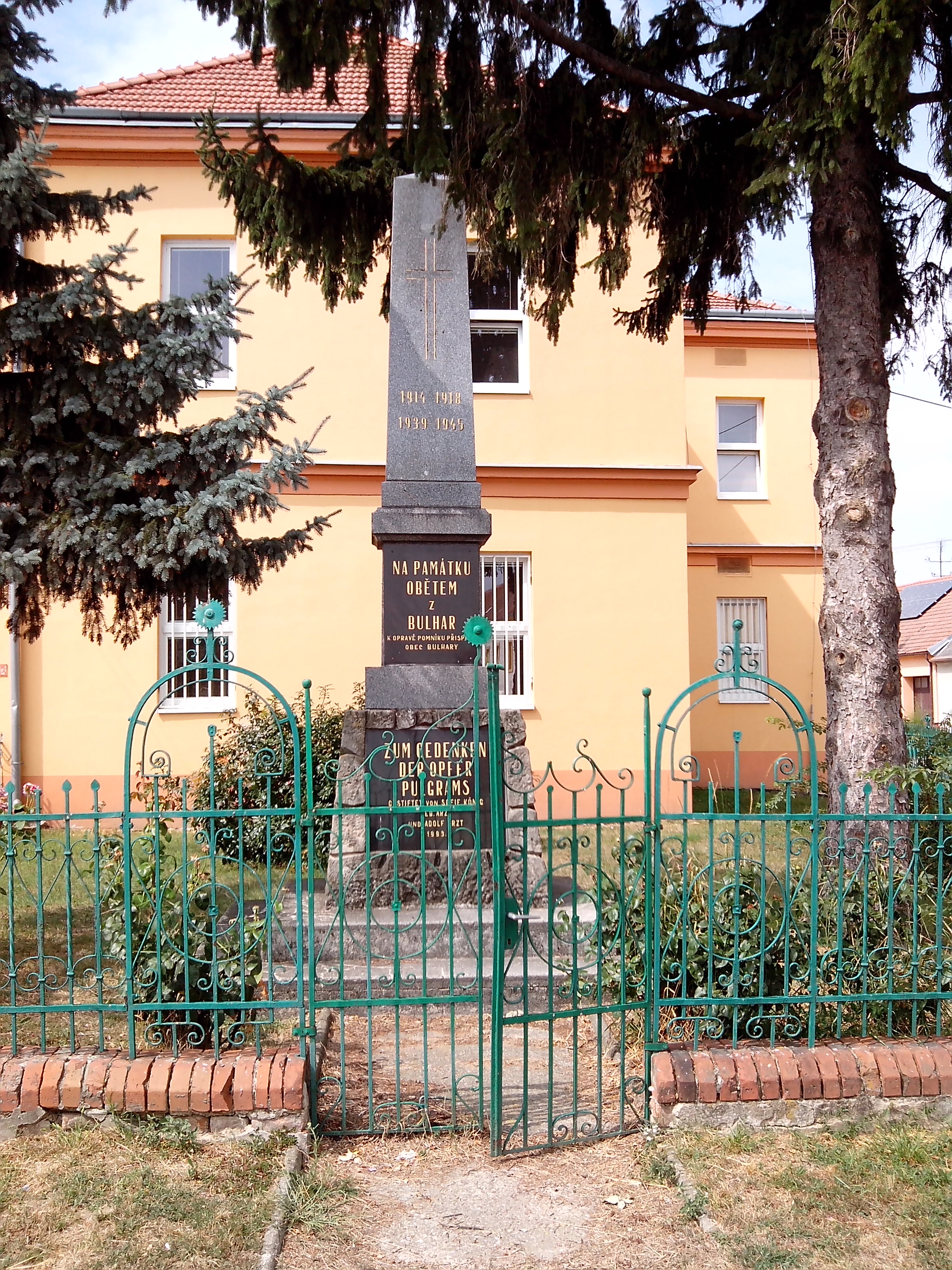
Pomník obětem válek